# Flextrafik
Flextrafik dækker over forskellige former for kollektiv trafik, der kan bestilles, når der er behov for det.
Mange borgere køres dagligt til forskellige former for tilbud, betalt af det offentlige. Det er for eksempel kørsel til læge eller speciallæge, genoptræning, sygehus eller undervisning på specialinstitutioner.
Samtidig er det ved lov trafikselskabernes opgave at tilbyde borgere med handicap kollektiv transport. Derfor tilbydes de borgere at blive medlem af trafikselskabets handicapkørselsordning og kan derigennem bestille transport fra adresse til adresse. I en del områder tilbyder trafikselskaberne også teletaxi eller flexture. 
Samlet set kaldes disse former for kørsel for flextrafik. Med flextrafik kan de biler der i forvejen kører forskellige opgaver for kommuner og regioner koordineres med trafikselskabernes øvrige kørselstilbud. Dermed kan alle borgere tilbydes en fleksibel, kollektiv trafikordning, helt ud i yderområderne. 
Fælles for flextrafikken er, at det køres som samkørsel. Det betyder i praksis, at der ofte vil ske samkørsel med andre brugere, der skal et sted hen i samme retning eller område. Trafikselskaberne er de eneste der må koordinere ordningerne på tværs, så en bruger af handicapordningen eksempelvis må køre sammen med en der skal til læge og en der skal til sygehuset.
Flextrafik kaldes til tider også behovsstyret kollektiv trafik. På engelsk kaldes begrebet "Demand Responsive Transport" (DRT).

## Udbud og udførelse
Turene køres af vognmænd, der har kontrakt med trafikselskabet. Kørslen udbydes af trafikselskaberne en gang årligt, opdelt i specifikke områder eller ruter. 
Når en tur bestilles, bliver den straks knyttet til den bil, der i det øjeblik kan løse opgaven på den økonomisk mest fordelagtige måde. Planlægningssystemet, der rummer mere end 2,2 millioner unikke adresser, er dynamisk og arbejder helt frem til det tidspunkt, hvor chaufføren skal have besked om kørslen. Det betyder, at der hele tiden kan optimeres på ruterne og ændres på, hvilken bil der skal køre turen, hvis der kommer nye ture eller ture aflyses.
Planlægningen sker efter en række faktorer, blandt andet bilens pris, bilens geografiske placering på det tidspunkt turen skal udføres, mulighed for samkørsel og kundens servicebehov, eksempelvis kørestolstransport.
Chaufføren i bilen får besked via en skærm, der er i direkte kontakt med planlægningssystemet. Kørslen skal ske i den rækkefølge som systemet angiver, da der løbende kan forekomme ændringer.

## FlexDanmark
Trafikselskaberne Nordjyllands Trafikselskab, Midttrafik, Sydtrafik, FynBus og Movia har, sammen med Region Midtjylland, stiftet driftsselskabet FlexDanmark, der leverer en række services til styring af trafikselskabernes flextrafik. FlexDanmark varetager blandt andet callcenter, udviklingsafdeling og IT-afdeling. I 2012 forventes at blive kørt omkring 4,4 millioner ture indenfor de kørselsordninger FlexDanmark håndterer.

## Kørselstyper
Flextrafik deles typisk op i fem forskellige kategorier:
Handicapkørsel
Handicapkørsel er en kørselsordning, der skal sikre, at handicappede får samme tilbud som andre, selvom de ikke kan benytte almindelige busser og tog. Ordningen bruges eksempelvis til familiebesøg, indkøb, fysioterapi eller kulturelle aktiviteter. Borgeren visiteres til kørslen af bopælskommunen. Ordningen er lovpligtig jf. Lov om Trafikselskaber.
Kommunale kørselsordninger
Kommunale kørselsordninger er for borgere, der skal til læge eller speciallæge, men ikke kan benytte traditionel kollektiv trafik. Gennem ordningerne køres også borgere, der skal til genoptræning, på dagcentre eller i specialskoler ligesom der også køres en vis mængde skolebuskørsel. Borgerne visiteres til denne kørsel af bopælskommunen.
Patientbefordring
Patientbefordring er en regional kørselsordning for borgere, der skal til undersøgelse eller behandling på sygehuset, men som ikke kan benytte traditionel kollektiv trafik. Borgere visiteres typisk til patientbefordring via de regionale kørselskontorer.
Flextur
Flextur er et tilbud til alle. Flextur er et alternativ til busser eller kørsel med taxa, og kørslen foregår fra adresse til adresse. Man behøver altså ikke at gå til et stoppested for at blive hentet/afleveret.
Kørslen i flextursordningen vil typisk være koordineret med andre borgere. Det betyder, at man ofte vil have en lidt længere transporttid, men til gengæld er prisen lavere end ved almindelig taxakørsel.
Teletaxa
I områder med få passagerer kan der køre en teletaxa i stedet for en bus. Teletaxa kører kun, hvis borgeren har ringet og bestilt den. Enten køres der i et geografisk afgrænset område som tilslutning til anden kollektiv trafik eller som erstatning for en almindelig bustur.
Alle kan bestille en teletaxa, uanset hvilket formål man har med rejsen. Kørslen foregår med taxa, små busser og kørestolsvogne. Vogntypen afhænger af, hvor mange andre kunder der skal med på turen.